# Titio Avô
Titio Avô (Uncle Grandpa na versão original) é uma série de desenho animado criada por Peter "Pete" Browngardt, ex-artista de storyboard de Futurama, Chowder e As Trapalhadas de Flapjack. A série estreou nos Estados Unidos em 2 de setembro de 2013 no Cartoon Network, no Cartoon Network Brasil, a série estreou no dia 3 de fevereiro de 2014 e, em Portugal, estreou no dia 26 de abril também no Cartoon Network. A série foi oficialmente finalizada nos Estados Unidos em 30 de junho de 2017 e no Brasil em 19 de fevereiro de 2018 com um total de 153 episódios e 5 temporadas concluídas.

## Enredo
O Titio Avô, o tio e o avô de todo mundo, para por casas de crianças todos os dias e as ajuda com seus problemas. As crianças que ele visita começam a ser humilhadas por ele, mas após uma série de desventuras caóticas e surreais, elas acabam gostando dele. Ele vive em um trailer e é acompanhado por uma pochete falante chamada Pochetio, um dinossauro antropomórfico chamado Sr. Gus, uma foto escultura de um tigre chamada Tigresa Voadora Gigante Surreal, e de uma fatia de pizza chamada Steve Pizza.

## Personagens
- Titio Avô - Protagonista da série, ele é o titio avô de todo mundo, com uma grande cabeça retangular em forma de L, um nariz rosa, uma pochete vermelha que fala, um chapéu de hélice, um bigode ferradura, calças lederhosen, meias altas no joelho e uma camisa branca com suspensórios de arco-íris. Sua aparência exterior é muito infantil e simplista, mas ele é bem-intencionado, divertido, um pouco surpreendentemente sábio, esquisito, solidário e surpreendentemente competente quando necessário. Tem poderes mágicos surrealistas e o seu slogan é "Bom dia!"
- Pochetio - Pochete vermelha falante e melhor amigo do Titio Avô, pois carrega todos os seus objetos de valor inestimável, como o seu martelo a lâser. Dentro do bolsinha há muitos objetos e dimensões estranhas, incluindo um castelo onde o Monstro de Frankenstein vive. Apesar de estar praticamente ligado ao Titio Avô, o bolsinha tem a capacidade de andar e pode produzir várias mãos dentro de seu corpo. Ele ainda tem a capacidade de ver apesar de não ter olhos visíveis parecendo botôes.
- Sr Gus - Um dinossauro verde que viveu há mais de um milhão de anos na Terra. Ele é grande, sério, um pouco rabugento e na maioria das vezes a voz da razão. Ele parece não se incomodar com as excentricidades do Titio Avô, de quem é amigo e guarda-costas. Mr. Gus tem uma personalidade mais séria do que a de seus colegas de quarto, podendo ser direto e sem emoção. Apesar de calmo, o Mr. Gus costuma ficar bravo muitas vezes, principalmente com as palhaçadas do Pizza Steve é considerado o menos esquisito do grupo como é mostrado no episódio "Mapa do Tesouro".
- Steve Pizza - Uma fatia de pizza de pepperoni falante e antropomórfica, com óculos de sol, e amigo do Titio Avô. Extremamente vaidoso e descolado, ele se gaba de como é legal e impressionante, o que irrita muito o Mr. Gus. Apesar disso, ele finge ser muito popular e um sucesso entre as mulheres.
- Tigresa Gigante Voadora Surreal - Um recorte fotográfico estática de um tigre que o Titio Avô cavalga para se locomover. Tigresa é a outra melhor amiga do Titio Vovô e, embora exiba traços normais de tigre, como se comunicar por rugidos, ela consegue voar e deixa um rastro de fumaça do arco-íris em vôo. O rastro do arco-íris costuma sair do traseiro do Tigresa quando ela solta gases. Sua personalidade é um cruzamento entre uma adolescente estereotipada, um gato doméstico e um tigre da vida real. Para que as emoções de Tigresa sejam mostradas, apenas certas partes de seu corpo (especificamente seu rosto) são animadas. Isso é feito em um estilo stop motion.

### Recorrentes
- Pequeno Milagre - Um robô muito excêntrico amigo de Titio Avô. É muito agitado, aparentemente pode se transformar em qualquer coisa e possui uma camiseta dizendo "I love fun".
- Amigurso - Um urso infantil, melhor amigo de Cachorro Gente Quente .
- Cachorro Gente Quente - Um cachorro quente, melhor amigo do Amigo Urso. Ao contrário do Amigurso, ele não é descontraído.
- Frankie Frankeinstein - Um monstro do Frankentein que aparece para ajudar o Titio Avô, embora tenha passado por aventuras juntos dos outros em alguns episódios.
- Xarna - A guerreira excessivamente musculosa e masculina do apocalipse. Seu slogan é "Não gosto da sua boca". Ela é uma paródia de Xena e She-Ra.
- Mago Malvado - Um mago que anda por aí tentando fazer o dia de todo mundo horrível, humilhando-os, mas que acaba melhorando a vida de todos.
- Priscilla Jones, a Titia Avó - Inimiga do Titio Avô com sotaque britânico e a principal antagonista da série. Ela prefere resolver os problemas das crianças usando soluções práticas simples, o oposto do que o Titio Avô faz. Seu slogan é "Bela Manhã!"

## Resumo
| Temporada | Temporada | Episódios | Exibição original      | Exibição original       | Exibição no Brasil     | Exibição no Brasil      | Exibição em Portugal   | Exibição em Portugal  |
| Temporada | Temporada | Episódios | Estreia de temporada   | Final de temporada      | Estreia de temporada   | Final de temporada      | Estreia de temporada   | Final de temporada    |
| --------- | --------- | --------- | ---------------------- | ----------------------- | ---------------------- | ----------------------- | ---------------------- | --------------------- |
|           | Pilotos   | 3         | 2008                   | 15 de março de 2012     | N/A                    | N/A                     | N/A                    | N/A                   |
|           | 1         | 52        | 2 de setembro de 2013  | 26 de fevereiro de 2015 | 3 de fevereiro de 2014 | 25 de dezembro de 2015  | 26 de abril de 2014    | 25 de outubro de 2015 |
|           | 2         | 26        | 5 de março de 2015     | 15 de dezembro de 2015  | 23 de março de 2015    | 12 de dezembro de 2016  | 24 de outubro de 2015  | dezembro de 2016      |
|           | 3         | 26        | 16 de dezembro de 2015 | 1 de julho de 2016      | 18 de abril de 2016    | 13 de março de 2017     | 21 de agosto de 2016   | 8 de abril de 2017    |
|           | 4         | 26        | 1 de julho de 2016     | 15 de dezembro de 2016  | 6 de março de 2017     | 27 de dezembro de 2017  | 4 de fevereiro de 2017 | 5 de agosto de 2017   |
|           | 5         | 23        | 16 de dezembro de 2016 | 30 de junho de 2017     | 20 de novembro de 2017 | 19 de fevereiro de 2018 | 5 de agosto de 2017    | TBA                   |

## Prêmios e indicações
| Ano  | Prêmio                                   | Categoria                            | Indicação | Resultado | Fonte |
| ---- | ---------------------------------------- | ------------------------------------ | --- | --------- | ----- |
| 2010 | Prémios Emmy do Primetime                | Excelente Programa de Animação Curta | Peter Browngardt, Janet Dimon, Robert Alvarez, Rob Renzetti Craig McCracken, Brian A. Miller, Jennifer Pelphrey, e Rob Sorcher | Indicado  | [ 2 ] |
| 2014 | Prémios Emmy do Primetime                | Melhor Animador                      | Nick Edwards | Venceu    | [ 2 ] |
| 2015 | Festival de Cinema de Animação de Annecy | Melhor Série de TV                   | Max Winston e Peter Browngardt                                                                                                 | Indicado  | [ 3 ] |
| 2015 | Annie Awards                             | Melhor Dublagem de Animação para TV  | Kevin Michael Richardson (Sr. Gus)                                                                                             | Indicado  | [ 4 ] |

## Episódios especiais
| Temp. e Ep. | Título                                                                     | Escrito e storyboards por                       | Exibição original     | Exibição no Brasil     | Exibição em Portugal   |
| --- | -------------------------------------------------------------------------- | ----------------------------------------------- | --------------------- | ---------------------- | ---------------------- |
| T01E11 | "Com Medo do Escuro (BR) Medo do Escuro (PT)" "Afraid of the Dark"         | Myke Chilian & Fred Osmo                        | 21 de outubro de 2013 | 27 de outubro de 2014  | -                      |
| Titio Avô ajuda uma garota chamada Susie a acabar com seu medo do escuro.                                                     |                                                                            |                                                 |                       |                        |                        |
| T01E36 | "Trailer Assombrado (BR)" "Haunted RV"                                     | Marc Ceccarelli e Ryan Kramer                   | 28 de outubro de 2014 | 8 de dezembro de 2014  | -                      |
| Titio Avô precisa provar para adolescentes que sua casa é a mais assombrada.                                                  |                                                                            |                                                 |                       |                        |                        |
| Crossover | "Diga Tio (BR) Diga Titio (PT)" "Say Uncle"                                | Joe Johnston e Jeff Liu                         | 2 de abril de 2015    | 15 de novembro de 2015 | 21 de novembro de 2015 |
| O Titio Avô ajuda o Steven a materializar o seu escudo.                                                                       |                                                                            |                                                 |                       |                        |                        |
| T01E41T01E42 | "Especial de Natal (BR / PT)" "Christmas Special (Partes 1 & 2)"           | Myke Chilian e Ryan Kramer                      | 4 de dezembro de 2014 | 25 de dezembro de 2015 | 19 de dezembro de 2015 |
| Quando Titio Avô quebra a perna de Papai Noel, ele deverá ajudá-lo a entregar os presentes para as crianças e salvar o Natal. |                                                                            |                                                 |                       |                        |                        |
| T02E19 | "Bebês Titio Avô (BR)" "Uncle Grandpa Babies (semi-especial)"              | Joson Reicher e Andy Gonsalves                  | 20 de agosto de 2015  | 16 de novembro de 2015 | TBA                    |
| O presidente manda os Titio Avô Bebês usarem seus poderes infantis para desarmar um míssil.                                   |                                                                            |                                                 |                       |                        |                        |
| T02E21T02E22 | "A Aposentadoria do Titio Avô (BR)" "Uncle Grandpa Retires (Partes 1 & 2)" | Marc Ceccarelli, Ryan Kramer, e Casey Alexander | 3 de setembro de 2015 | 7 de dezembro de 2015  | TBA                    |
| Titio Avô e seus amigos participam de uma corrida.                                                                            |                                                                            |                                                 |                       |                        |                        |